# Colon sigmoid
Colonul sigmoid (sau colonul pelvin) este partea intestinului gros care este cel mai aproape de rect și anus. Formează o buclă care are în medie aproximativ 35 –40 cm lungime. Bucla este în mod tipic ca litera greacă sigma (ς) sau litera latină S (deci sigma + -oid ). Această parte a colonului se află, în mod normal, în interiorul pelvisului, dar din cauza libertății sale de mișcare este probabil să fie deplasată în cavitatea abdominală .     

## Anatomie
Colonul sigmoid începe de la deschiderea superioară a pelvisului mic, unde este continuă colonul iliac și trece transversal pe partea din față a sacrului în partea dreaptă a pelvisului. (Numele sigmoid înseamnă în mod corespunzător forma literei S).
Acesta se curbează și se întoarce spre stânga pentru a ajunge la linia de mijloc la nivelul celei de-a treia părți a sacrului, unde se apleacă în jos și se termină în rect. 
Funcția sa este de a expulza deșeurile solide și gazoase din tractul gastro-intestinal. Calea curbată pe care o parcurge spre anus îi permite să stocheze gaz în porțiunea arcuită superioară, permițând colonului să expulzeze gazul fără a excreta fecale simultan. 

### Învelișuri
Colonul sigmoid este înconjurat complet de peritoneu (și astfel nu este retroperitoneal), care formează un mezenter (mesocolonul sigmoid), care se diminuează în lungime de la centru spre capetele buclei, unde dispare, astfel încât bucla este fixată la joncțiunile sale cu colonul iliac și rect, dar se bucură de mișcare în porțiunea sa centrală. 

### Aport nervos
Nervii splanhnici pelvieni sunt sursa principală de inervație parasimpatică. Nervii splanhnici lombari asigură inervație simpatică prin intermediul ganglionului mezenteric inferior. 

### Relații
În spatele colonului sigmoid se află vasele iliace externe, ovarul, nervul obturator, piriformisul stâng și plexul sacral stâng al nervilor. 
În față, este separat de vezica urinară la bărbat, și de uter la femeie, și de unele anse ale intestinului subțire . 

## Semnificație clinică
Diverticuloza apare adesea în colonul sigmoid în asociere cu presiunea intraluminală crescută și slăbiciunea focală în peretele colonic. Este o cauză comună a hematocheziei. 
Volvulusul apare atunci când o porțiune a intestinului se răsucește în jurul mezenterului său, ceea ce poate duce la obstrucție și infarct. Volvulusul, la vârstnici, apare frecvent în colonul sigmoid, în timp ce la sugari și copii este mai probabil să apară în mijloc. Aceasta se poate corecta în mod spontan sau rotirea poate continua până când alimentarea cu sânge a intestinului este întreruptă. 

## Imagini suplimentare

1: colon ascendent  2: colon transvers  3: colon descendent  4: colonul sigmoid  5: Rectum
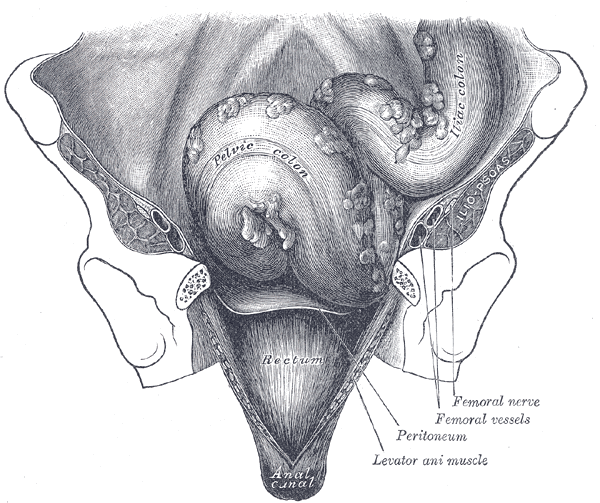
Colonul iliac, colonul sigmoid sau pelvin și rectul observat din față, după îndepărtarea oaselor pubiene și vezicii urinare.
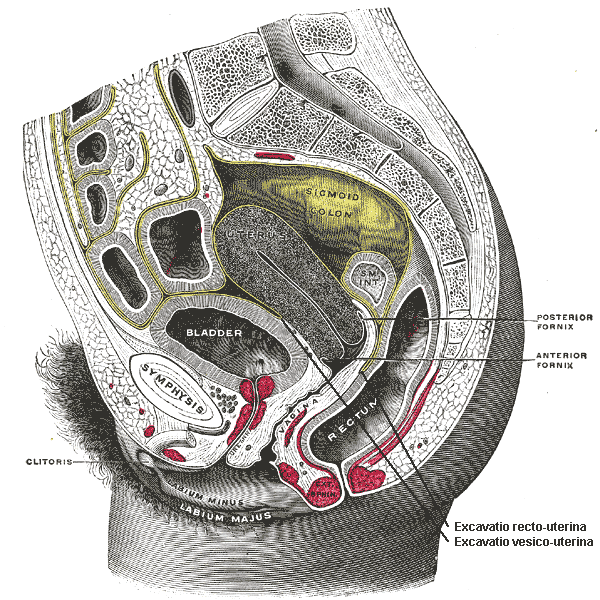
Secțiunea sagitală a părții inferioare a unui trunchi feminin, segmentul drept.